# Snipp

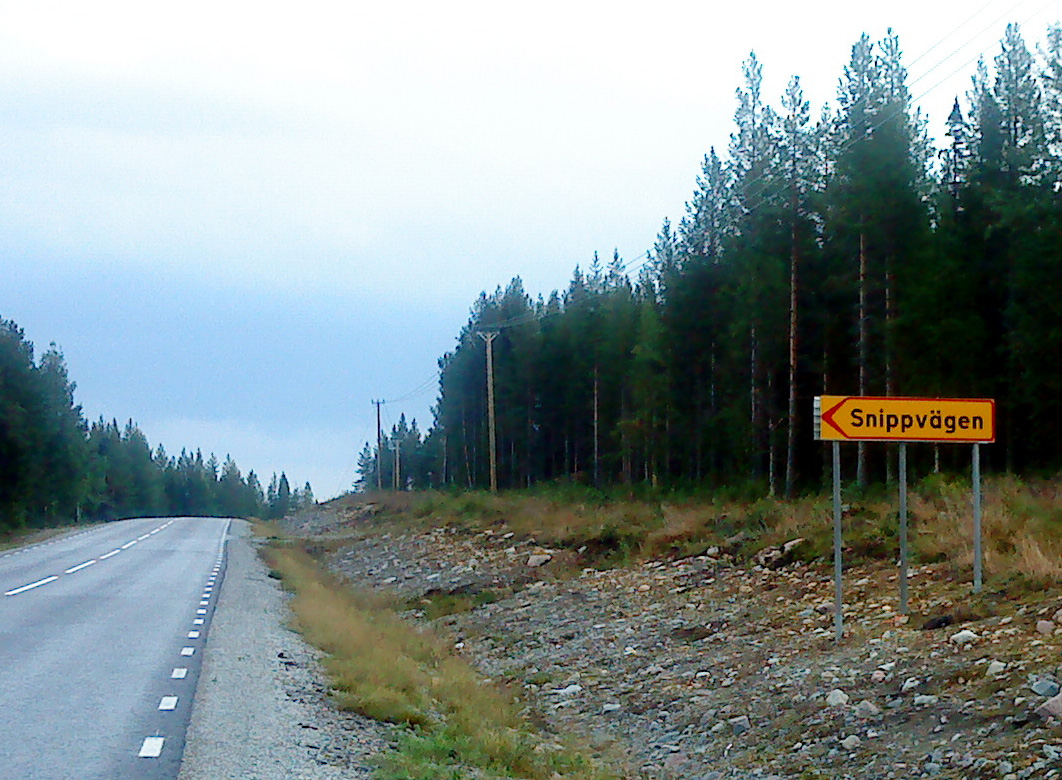
Snippvägen utanför Jörn

Snipp är en övergiven by i Jörns socken, Skellefteå kommun. I 1890 års folkräkning upptogs två hemmansägare och en torpare i Snipp. År 1930 registrerades dock bara en hemmansägare, Lars Eklund (den tidigare torparen som förutom hemmansägare även blivit skogsarbetare). Idag finns det varken fastboende eller byggnader kvar på platsen, som i FMIS klassificeras som "bytomt/gårdstomt". Enligt FMIS finns ett tiotal husgrunder, varav fem med spismursrester och två med källargrop, två jordkällare samt röjningsrösen.
Snipp anlades på 1830-talet av Näsbergs Grufve Bolag som nybygge för arbetare vid Näsbergsgruvorna. Det var ett av fem nybyggen i omgivningarna som namngavs efter en barnramsa: Snipp, Snapp, Snorum, Hej, Basalorum. Det är inte känt vem som hittat på namnen, men kanske var det järnfyndighetens upptäckare, Carl Olof Furtenbach.